# Alex Meret
Alex Meret (22. březen 1997 Udine, Itálie) je italský fotbalový brankář, který je od roku 2018 hráčem Neapole a také reprezentantem Itálie.
Narodil se v Udine a svou kariéru zahájil v raném věku v amatérském klubu Donatello Calcio, v roce 2012 pak přestoupil do mládežnického týmu Udinese. Poté, co v klubu prošel akademií, debutoval v roce 2015 v A-týmu. Později byl poslán na hostování do klubu S.P.A.L., kterému v roce 2017 pomohl získat titul v Serii B a dosáhnout postupu do Serie A. V roce 2018 přestoupil do Neapole.
Reprezentoval Itálii v kategoriích U16, U17, U18, U19 a U21 a v roce 2019 debutoval v seniorské reprezentaci Itálie, kterou reprezentoval i na vítězném Euru 2020.

## Kariéra

### Klubová

#### Udinese
Meret, odchovanec Udinese, se v sezóně 2015/16 stal brankářskou dvojkou A-týmu za Orestisem Karnezisem. Svůj profesionální seniorský debut si odbyl 2. prosince 2015 v utkání Coppa Italia proti Atalantě.
V červenci 2016 byl poslán na hostování do italského klubu S.P.A.L. Do S.P.A.L.u. se vrátil na hostování v sezóně 2017/18.

#### Neapol
Dne 5. července 2018 podepsal smlouvu s Neapolí do 30. června 2023. Přestupová částka dohodnutá s Udinese byla údajně 35 milionů eur. Evropský debut si odbyl 14. února 2019 při venkovní výhře 3:1 nad Zürichem v prvním utkání 32. kola Evropské ligy.
Během prvních dvou sezón v Neapoli byl často využíván jako střídající hráč spolu s Davidem Ospinou, avšak pod novým manažerem klubu Gennarem Gattusem byl až do přestávky sezóny, která byla z důvodu pandemie covidu-19, odsunut na lavičku, protože trenér upřednostňoval kolumbijského brankáře kvůli jeho lepším schopnostem s míčem u nohy. Kvůli suspendaci Ospiny však nastoupil 17. června 2020 ve finále Coppa Italia proti Juventusu; po bezbrankové remíze po základní hrací době zachránil pokutový kop Paula Dybaly a pomohl svému týmu k vítězství v penaltovém rozstřelu 4:2. Následně opět skončil na střídačce a až do konce sezony nastupoval v průměru v každém druhém zápase. Tento stav zůstal zachován i v následující sezóně 2020/21, kdy se Ospina s Meretem střídali v každém druhém zápase Evropské ligy, Serie A a Coppa Italia.

### Reprezentační
Byl členem italského národního týmu U19, který se v roce 2016 zúčastnil Mistrovství Evropy hráčů do 19 let a po prohře ve finále skončil na druhém místě; byl zařazen do týmu turnaje spolu s Kylianem Mbappém z Francie.
V březnu 2017 byl po výkonech za S.P.A.L. povolán do sestavy italské reprezentace pro kvalifikaci na Mistrovství světa k utkání s Albánií a přátelskému utkání s Nizozemskem.
Dne 22. března 2018 debutoval za tým Itálie U21 v přátelském utkání proti Norsku.
V roce 2019 se zúčastnil Mistrovství Evropy hráčů do 21 let pod vedením manažera Luigiho Di Biagia jako brankářská jednička týmu.
Za seniorskou reprezentaci debutoval pod vedením trenéra Roberta Manciniho 18. listopadu 2019 jako náhradník za Salvatoreho Sirigu při domácím vítězství 9:1 nad Arménií v závěrečném zápase italské kvalifikace na Euro 2020.
V červnu 2021 byl zařazen do italského týmu pro Euro 2020. Dne 11. července vyhrál s Itálií Mistrovství Evropy po vítězství 3:2 na penalty nad Anglií na Wembley Stadium ve finále po remíze 1:1 v prodloužení. Byl jediným členem týmu, který v soutěži nenastoupil.

## Styl hry
Meret, který byl kdysi v italských médiích považován za talentovaného a velmi nadějného mladého brankáře, je hbitý brankář, který má navzdory své výšce a impozantní postavě dobré reakce a schopnost chytit střelu, a který je známý svou obratností. V médiích je také chválen za své rozhodování, vyzrálost a klidné chování pod tlakem, stejně jako za disciplínu a pracovní morálku, a to navzdory svému mládí; navíc je schopen efektivně organizovat obranu a je známý svými schopnostmi chytat penalty. Ačkoli je schopen hrát nohama, tak tato oblast byla označována za tu, kterou je třeba zlepšit.

## Statistika

### Klubová
| Sezóna           | Klub             | Liga             | Liga   | Liga      | Ligové poháry | Ligové poháry | Ligové poháry | Kontinentální poháry | Kontinentální poháry | Kontinentální poháry | Celkem | Celkem    |
| Sezóna           | Klub             | Soutěž           | Zápasy | Obd. góly | Soutěž        | Zápasy        | Obd. góly     | Soutěž               | Zápasy               | Obd. góly            | Zápasy | Obd. góly |
| ---------------- | ---------------- | ---------------- | ------ | --------- | ------------- | ------------- | ------------- | -------------------- | -------------------- | -------------------- | ------ | --------- |
| 2015/16          | Udinese          | Serie A          | 0      | 0         | IP            | 2             | 3             | -                    | 0                    | 0                    | 2      | 3         |
| 2016/17          | SPAL             | Serie B          | 30     | 26        | IP            | 2             | 5             | -                    | 0                    | 0                    | 32     | 31        |
| 2017/18          | SPAL             | Serie A          | 13     | 16        | IP            | 0             | 0             | -                    | 0                    | 0                    | 13     | 16        |
| Celkem za SPAL   | Celkem za SPAL   | Celkem za SPAL   | 43     | 42        | -             | 2             | 5             | -                    | 0                    | 0                    | 45     | 47        |
| 2018/19          | Neapol           | Serie A          | 14     | 9         | IP            | 1             | 2             | LM+EL                | 0+6                  | 0+7                  | 21     | 18        |
| 2019/20          | Neapol           | Serie A          | 22     | 33        | IP            | 1             | 0             | LM                   | 6                    | 4                    | 29     | 37        |
| 2020/21          | Neapol           | Serie A          | 22     | 29        | IP+IS         | 1+0           | 2+0           | EL                   | 5                    | 5                    | 28     | 36        |
| 2021/22          | Neapol           | Serie A          | 7      | 6         | IP            | 1             | 4             | EL                   | 7                    | 13                   | 15     | 23        |
| 2022/23          | Neapol           | Serie A          | 34     | 24        | IP            | 1             | 2             | LM                   | 10                   | 8                    | 45     | 34        |
| 2023/24          | Neapol           | Serie A          | 31     | 40        | IP+IS         | 0+0           | 0             | LM                   | 8                    | 13                   | 39     | 53        |
| 2024/25          | Neapol           | Serie A          | 34     | 25        | IP            | 1             | 0             | -                    | 0                    | 0                    | 35     | 25        |
| Celkem za Neapol | Celkem za Neapol | Celkem za Neapol | 164    | 166       | -             | 6             | 10            | -                    | 42                   | 50                   | 212    | 226       |
| Celkově          | Celkově          | Celkově          | 207    | 208       | -             | 10            | 18            | -                    | 42                   | 50                   | 259    | 276       |

### Reprezentační

#### Statistika na velkých turnajích
| Itálie | ME 2020 | Neodehrál žádné ze 7 utkání |
| Itálie | ME 2024 | Neodehrál žádné ze 4 utkání |

## Úspěchy

### Klubové

#### Národní
- vítěz 1. italské ligy (2x)

Neapol: 2022/23, 2024/25
- vítěz 2. italské ligy (1x)

SPAL: 2016/17
- vítěz italského poháru (1x)

Neapol: 2019/20

### Reprezentační
- 2× na ME (2020 – zlato, 2024)
- 2× na LN (2020/21 – bronz, 2022/23 – bronz)
- 1× na ME U21 (2019)

### Vyznamenání
Řád zásluh o Italskou republiku (16. 7. 2021) z podnětu Prezidenta Itálie